# Noyers-Auzécourt
Noyers-Auzécourt là một xã thuộc tỉnh Meuse trong vùng Grand Est đông nam nước Pháp. Xã này nằm ở khu vực có độ cao trung bình 152 mét trên mực nước biển.
Sông Chée chảy theo hướng tây nam qua giữa thị trấn.